# توره يونسن
توره يونسن (بالنرويجية: Tore Johnsen)‏ (و. 1969  م) هو قسيس، وعالم عقيدة، ومؤلف نرويجي.

## التعليم
تعلم في MF Norwegian School of Theology, Religion and Society ‏.